# Trout Beck (River Tees)
Der Trout Beck ist ein Wasserlauf in Cumbria, England. Er entsteht östlich des Great Dunn Fell aus mehreren unbenannten Zuflüssen und fließt in nordöstlicher Richtung bis zu seiner Mündung in den River Tees.